# Cerradomys
Cerradomys és un gènere de rosegadors de la tribu dels orizominis que viu al cerrado, la caatinga i el Gran Chaco, des del centre del Brasil fins a l'est de Bolívia i el Paraguai. Anteriorment era considerat un subgènere d'Oryzomys, però el 2006 el grup fou descrit com a nou gènere.
El pelatge dorsal és marró i el ventral gris. Les orelles són petites i la cua és relativament llarga. Les potes posteriors tenen flocs de pèls a la base de les urpes.

## Taxonomia
El gènere conté les espècies següents:
- C. akroai
- C. goytaca
- C. maracajuensis
- C. marinhus
- C. scotti
- C. subflavus